# Buigny-lès-Gamaches
Buigny-lès-Gamaches är en kommun i departementet Somme i regionen Hauts-de-France i norra Frankrike. Kommunen ligger i kantonen Gamaches som tillhör arrondissementet Abbeville. År 2022 hade Buigny-lès-Gamaches 392 invånare.

## Befolkningsutveckling
Antalet invånare i kommunen Buigny-lès-Gamaches
| Referens: INSEE |